# Juan José Campanella
Juan José Campanella (Buenos Aires, 19 de julho de 1959) é um diretor de cinema argentino vencedor do Óscar e ganhador de dois prêmios Emmy.

## Filmografia
- Prioridad nacional (1979)
- Victoria 392 (1984)
- The Boy Who Cried Bitch (1991)
- Love Walked In (1997)
- El mismo amor, la misma lluvia (1999)
- El hijo de la novia (2001)
- Luna de Avellaneda (2004)
- El secreto de sus ojos (2009)
- Metegol (2012)
- A grande dama do cinema (2019)

Na TV
- Lifestories: Families in Crisis (Dead Drunk: The Kevin Tunell Story) (1993)
- Upright Citizens Brigade (1998)
- Strangers with Candy (2000)
- Law & Order: Criminal Intent (2002)
- Ed (2002)
- Dragnet (2003)
- Law & Order: Special Victims Unit (2000-Present)
- Six Degrees (2006)
- 30 Rock (2006)
- House (2007)
- Colony (2016)